# 史蒂夫·布萊迪
史蒂夫·布萊迪（Steve Brady）是HBO影集《慾望城市》裡的一個虛構人物，由大衛·艾根柏飾演。

## 背景
於第二季出現，職業為酒保，在往後的劇情裡和米蘭達的感情斷斷續續。

## 歷史

### 第2-3季
米蘭達被凱莉放鴿子後，在酒吧裡不期地遇到史蒂夫，兩人當晚發生一夜情，但米蘭達絕情地拒絕史蒂夫提出約會的要求。儘管如此，他們兩無法抑制對對方的情感，便成為戀人。他們倆的收入、志向、地位和對於同居和生小孩的看法都相當的不同，致使他們分手。之後，米蘭達讓史蒂夫陷入感情波動，但史蒂夫不放棄，看到米蘭達憤世嫉俗的外表下仍有軟弱的一面，一直設法讓米蘭達對於感情感到舒適。

### 第4-6季
第四季時，史蒂夫開了自己的酒吧，被診斷出有睪丸癌，米蘭達透過艾登得知後，鼓勵史蒂夫面對癌症並介紹經歷豐富的醫師，這些舉動讓史蒂夫感到不舒服，但他最終了解到米蘭達是對的，並同意轉診。他動了手術移除一顆睪丸，但總覺得自己就不像一個男人，因此想裝一個矽膠的睪丸。米蘭達反對這個想法，史蒂夫怕以後就沒有人想和他發生性關係，這時米蘭達說她願意，兩人就當下發生性關係了，米蘭達因而就懷孕了，雖然史蒂夫跟她求了婚，但兩人否決了此打算，只決定要一起撫養小孩。最終，兩人在第六季復合並結了婚，搬到布魯克林去。

## 外部連結
- 互联网电影数据库上史蒂夫·布萊迪的资料